# مركز تايبان للأعمال

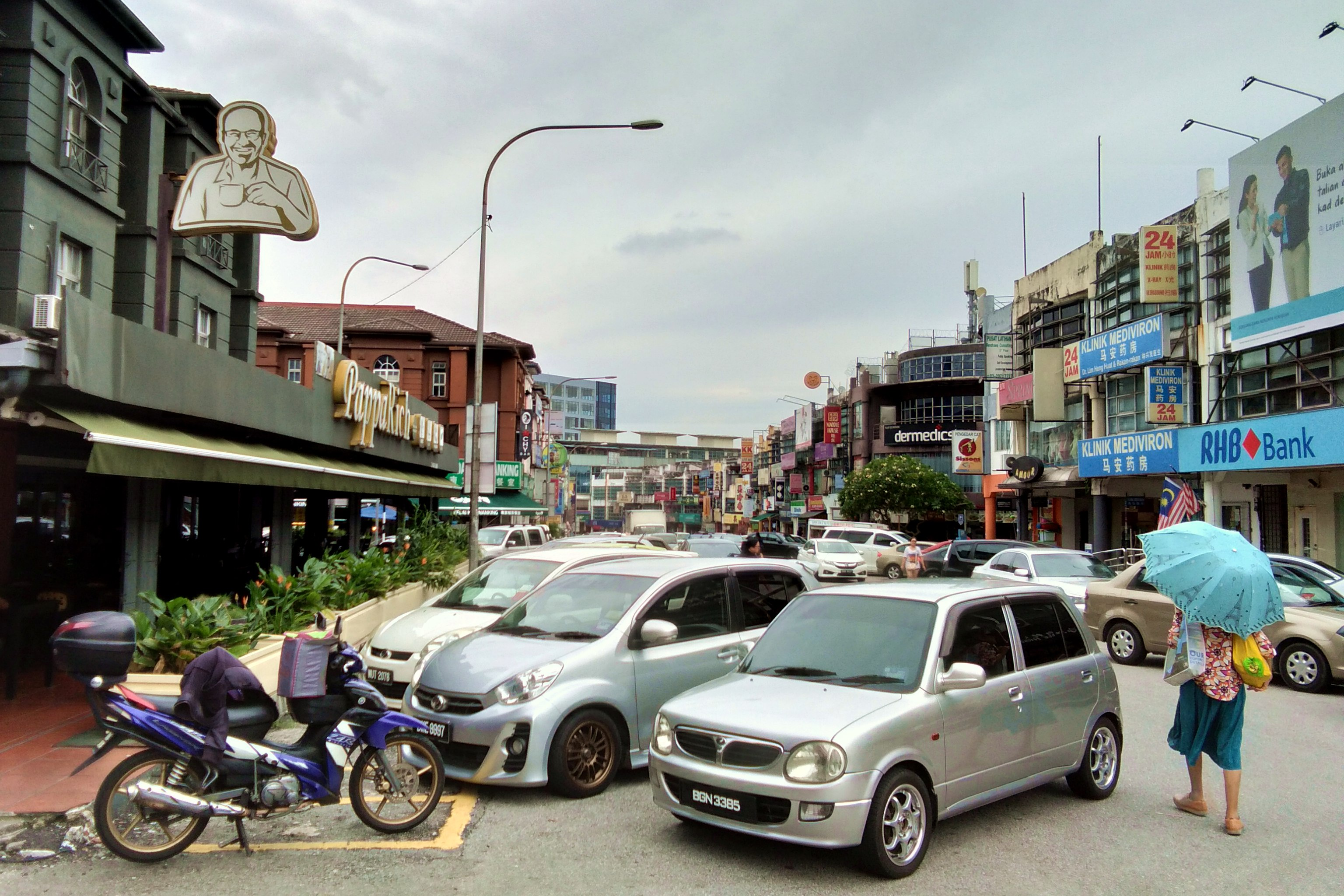
مركز تايبان للأعمال في ديسمبر 2018

مركز تايبان للأعمال Taipan Business Center ، المعروف أيضًا باسم USJ 10، هو منطقة تجارية في منطقة UEP Subang Jaya (USJ) في Subang Jaya ، Selangor ، ماليزيا. تم إنشاؤه في التسعينيات من قبل المطور Sime UEP Sdn Bhd، ويشتهر بأنه الحي التجاري الرئيسي في USJ.

## موقعه

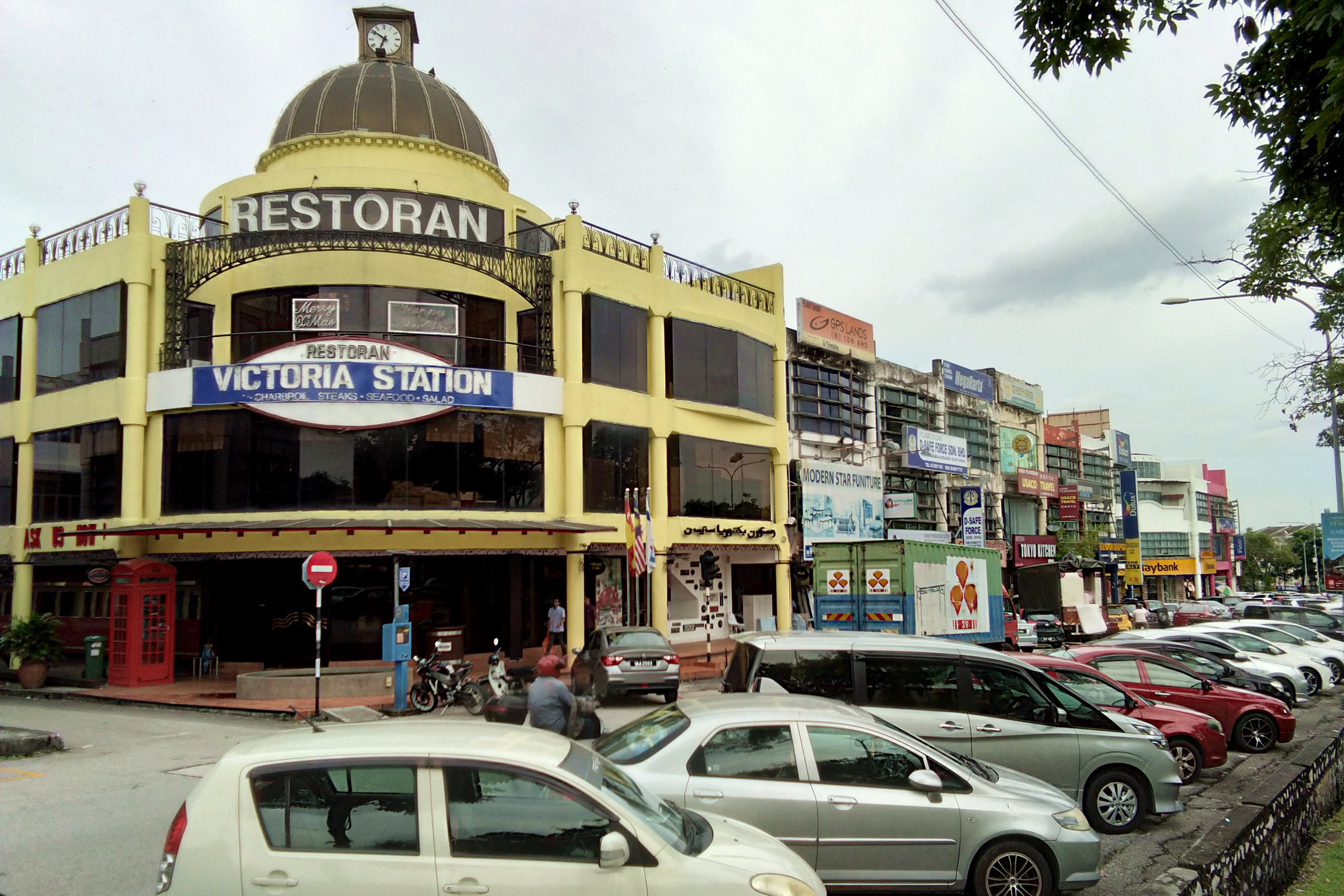
مطعم فيكتوريا ستيشن من بيرسياران إخلاص

يقع مركز تايبان للأعمال في وسط UEP Subang Jaya (USJ) ، حيث يطلق عليه USJ 10. ويحده Persiaran Perpaduan من الشمال والشرق، وPersiaran Bakti من الغرب وPersiaran Ikhlas من الجنوب. وهو قريب من المناطق السكنية USJ 5 إلى USJ 11. كما يقع مركز Subang للأعمال بالقرب منه.
أقرب محطة قطارات هي محطة تايبان إل آر تي على خط كيلانا جايا (Kelana Jaya line) الذي افتتح في عام 2016. وهو أول خط قطارات بدون سائق في منطقة وادي كلانج (Klang Valley.)

## التاريخ
تم بناء المركز في التسعينيات من قبل المطور Sime UEP Properties Bhd، وهو جزء من Sime Darby Bhd.

## خصائصه
يحتوي مركز الأعمال على موقف للسيارات متعدد الطوابق في الوسط محاط بمتاجر بيع على شكل مثلث.

## عوامل الجذب
يعمل المركز كمركز رئيسي للأعمال في حي USJ، والذي يشتهر بالطعام والتسوق والخدمات المصرفية. كما أنه يخدم المنطقة السكنية الكبيرة المحيطة، وتم الانتهاء من معظم التطوير في التسعينات والألفينيات. وهو يهدف إلى تعزيز المزيد من التطوير في المنطقة مع توفير وسائل النقل العام الكافية. قامت العديد من الشركات الوطنية والمتعددة الجنسيات المعروفة بتأسيس مقرها بالقرب منه مثل شركة بروتون، وهي علامة ماليزيا التجارية للسيارات، وشركات لوتس كارز وفابر كاستل.
تشمل مناطق الجذب القريبة The Summit USJ Mall وملعب Majlis Perbandaran Subang Jaya (MPSJ) المصغر.